# 王怀玉
王怀玉（1941年6月—2019年9月13日），男，陕西绥德人，中华人民共和国政治人物，曾任新疆大学党委书记、副校长，新疆维吾尔自治区人民政府副主席，新疆维吾尔自治区人大常委会副主任。